# Avenue Gabriel-Péri (Bagneux, Hauts-de-Seine)
Pour les articles homonymes, voir Avenue Gabriel-Péri.
L’avenue Gabriel-Péri est une voie de communication de Bagneux dans les Hauts-de-Seine, qui suit la tracé de la route départementale 77A.

## Situation et accès
Elle croise notamment la rue Étienne-Dolet.

## Origine du nom
Cette avenue est nommée en hommage à Gabriel Péri, journaliste et homme politique français.

## Historique

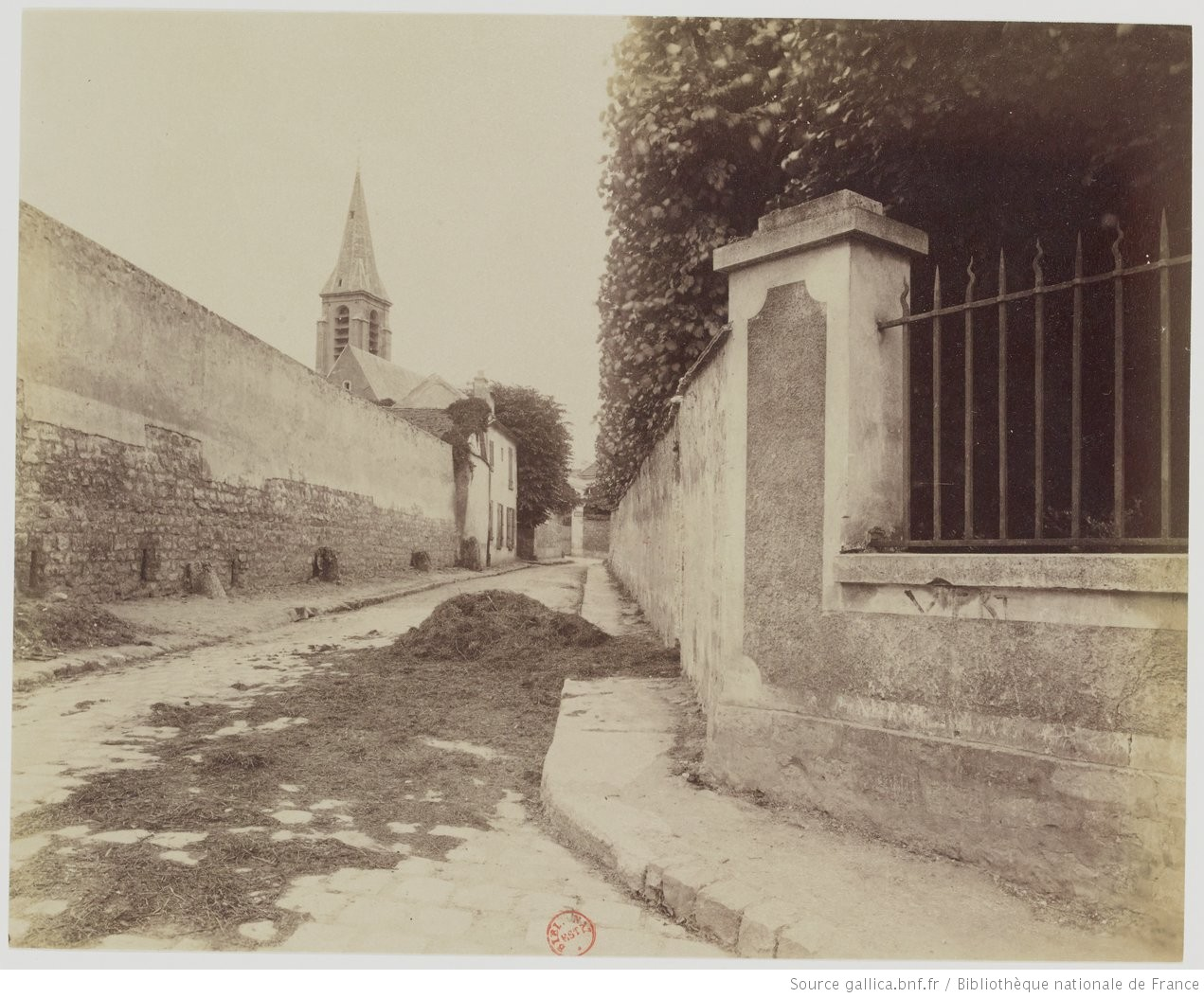
Bagneux, vieille rue, photographie d'Eugène Atget, 1901.

Cette voie, avec la rue des Fossés et la rue de la Mairie, suit le contour de ce qui était probablement une enceinte de protection autour de la vieille ville. 
Jusqu'après-guerre, elle était appelée rue Chrétien,,.

## Bâtiments remarquables et lieux de mémoire

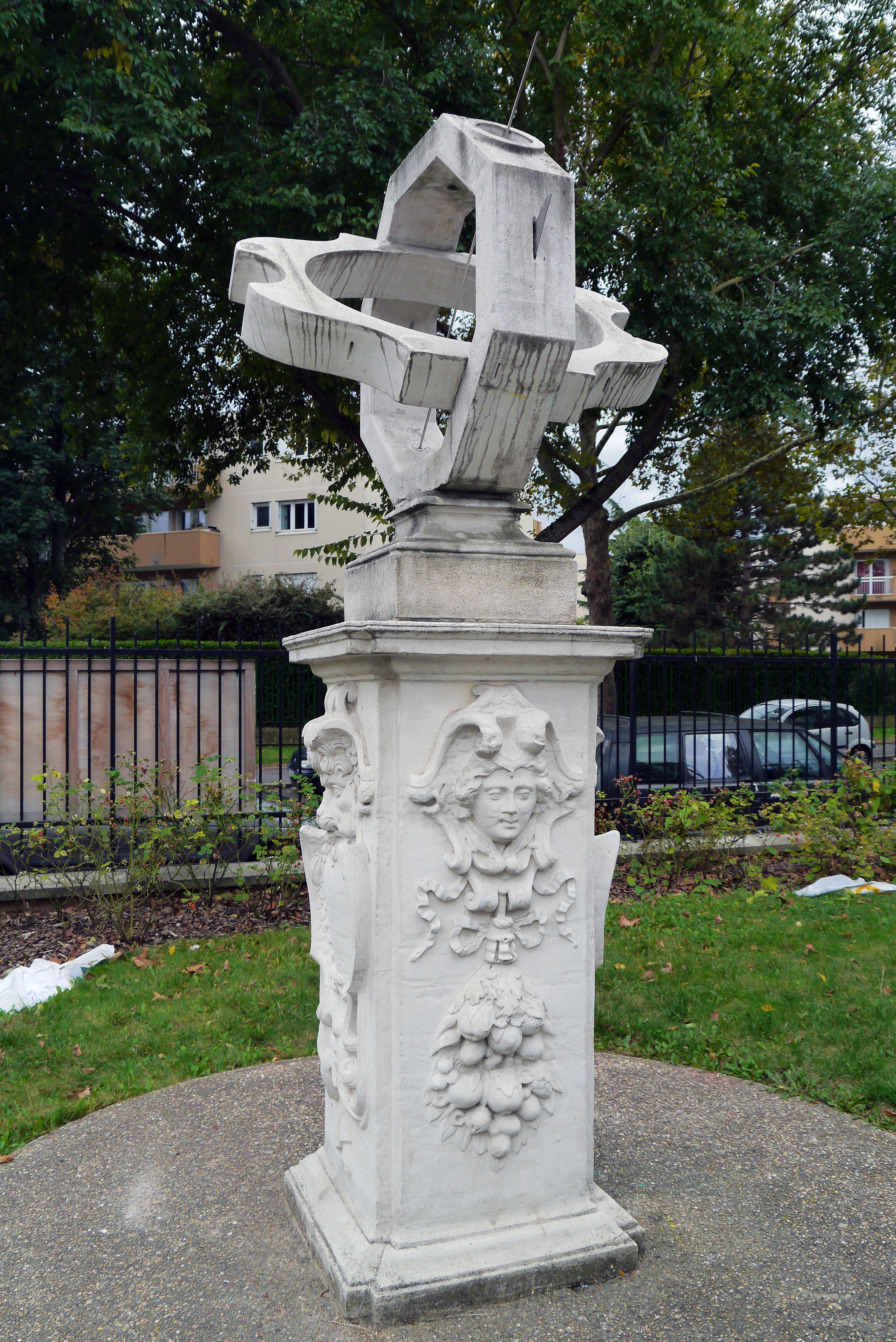
Cadran solaire de Bagneux.

- Parc du Puits-Saint-Étienne, place des Droits de l'Enfant.
- Parc Richelieu.
- Médiathèque Louis-Aragon. Dans le hall, se trouve le cadran solaire de Bagneux, attesté en 1718[5] par Jean-Aimar Piganiol de La Force[6]. Une copie de ce gnomon se trouve dans le jardin de la Maison des Arts.

## Iconographie ancienne
- R. Bugeaud, l'Église et rue Chrétien sous la neige, huile sur toile, localisation inconnue[7].